# A la Costa (miniserie)
A la Costa es una miniserie producida por cadena de televisión ecuatoriana Ecuavisa en 1994, basada en la obra homónima de Luis A. Martínez.
Tuvo una espectacular acogida de público y cautivó a las audiencias de la televisión ecuatoriana logrando con éxito dejar atrás los prejuicios raciales y psicológicos de todo tipo de familias y grupos étnicos.
La serie fue escrita por Franklin Briones, quien ya había escrito antes otro éxito llamado Los Sangurimas en el mismo año 1993. Fue dirigida por Carl West. Fue producida por Enrique Arosemena y Javier Ceballos fue su productor ejecutivo. La música original fue compuesta por David Cobo.

## Resumen
A finales del siglo XIX, cuando los "montoneros" estaban en lucha permanente con los gobiernos conservadores de la época, en la ciudad de Quito, Luciano de ideas liberales y Salvador proveniente de una familia católica se conocen en la universidad y se convierten en entrañables amigos, a pesar de pertenecer a diferentes ideologías. Luego de la guerra civil alfarista, cientos de conservadores, entre ellos, Salvador, habían quedado en la miseria por la crisis que afectó a la sierra y se ven obligados a migrar...A la Costa.

## Reparto
- Carlos Clonares
- Reynaldo Egas (†)
- Verónica Noboa
- Vilma Sotomayor
- Susana Pautazo
- Patricia Naranjo (†)
- Raúl Guarderas
- Carlos Valencia
- Antonio Santos (†)
- Roberto Garcés
- Eimerte Núñez
- Marcelo Gálvez
- Joel Aizprúa
- William Henríquez
- José Luis Ruiz
- Vicente Loor
- Carlos Quinto Cedeño
- Guillermo Álvarez
- César Villarroel
- Patricio Miranda
- Christian Norris
- Jéssica Bermúdez
- Andrés Coello
- René Espinoza
- Carlos Chiriboga
- Gema Cevallos
- Arturo Miranda
- Astrid Villagómez
- Ivis Coello
- María Mercedes Intriago
- Mercedes Triviño
- David Apolo
- Xavier Ceballos
- Sebastián López P.